# زنان در مجلس سنای ایران

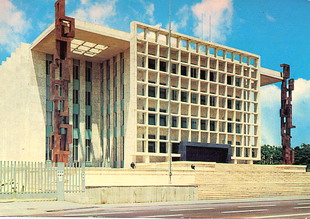
ساختمان مجلس سنا

حضور زنان در مجلس سنای ایران پس از اعطای حق رأی به زنان و از دوره چهارم در سال ۱۳۴۲ آغاز شد و تا دوره هفتم در سال ۱۳۵۷، آخرین دوره این مجلس، ادامه یافت. در این چهار دوره جمعاً ۵ زن در ۱۰ کرسی حضور داشتند.
از تعداد کل زنان نماینده در چهار دوره مجلس سنا در عصر پهلوی، یک نفر در هر چهار دوره، یک نفر در سه دوره و سه نفر در یک دوره به نمایندگی مجلس سنا دست یافته‌اند. همه این نمایندگان از حوزه انتخابیه تهران بوده‌اند.

## پیش‌زمینه

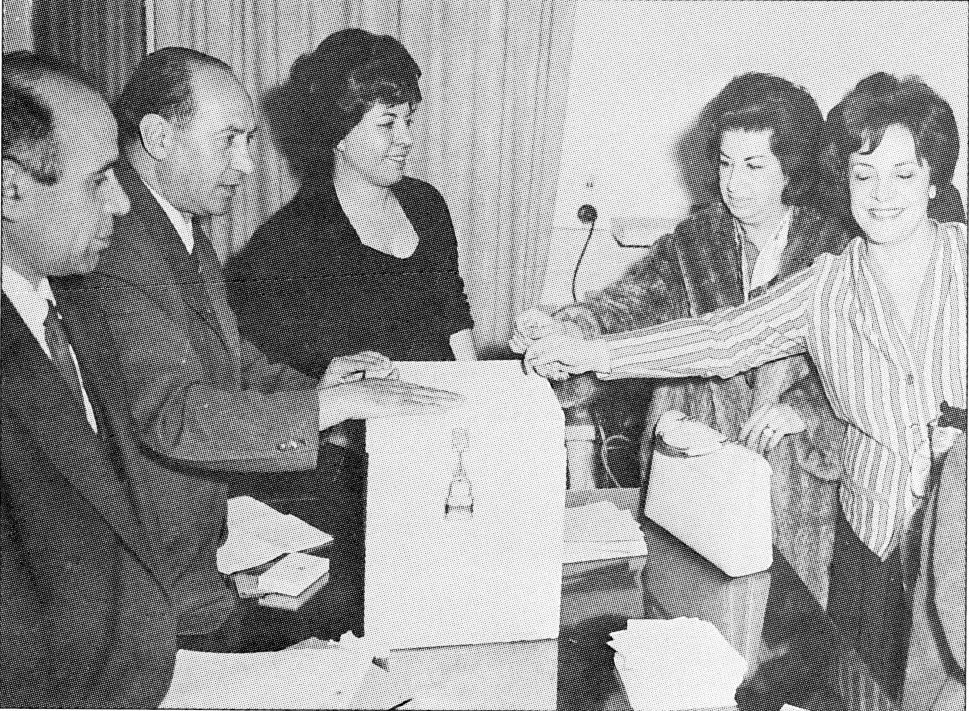
زنان پای صندوق‌های رای در سال ۱۳۴۲

با تصویب قانون انتخابات در دوره نخست مجلس شورای ملی، نخستین گروهی که از حق رأی و همچنین از انتخاب شدن و انتخاب کردن منع شدند، زنان بودند. محمدتقی وکیل‌الرعایا، نماینده همدان، تنها نماینده‌ای بود که در مجلس دوم این قانون را به پرسش گرفت.
در سال ۱۳۴۱ (۱۹۶۲ میلادی)، لایحه انجمن‌های ایالتی و ولایتی در هیئت دولت ایران به تصویب رسید. بر اساس این لایحه، زنان اجازه شرکت در انتخابات و نامزد شدن برای انتخابات را پیدا می‌کردند. روح‌الله خمینی جلسه‌ای در قم تشکیل داد و سرانجام تصمیم به ارسال تلگراف به محمدرضا شاه پهلوی در جهت به مخالفت با سه بند لایحه انجمن‌های ایالتی و ولایتی از جمله اعطای حق رای به زنان ایرانی گرفت که اصل مربوط به حق رأی زنان از مهم‌ترین اعتراضات وی بود. حامیان او بعدها این استدلال را کردند که در همان زمان او بارها بر این تأکید کرد که با اصل حق رای زنان مشکلی ندارد بلکه با سیاست‌هایی محمد رضا که آنان را به فساد می‌کشاند مخالفت دارد.
محمدرضاشاه، تصمیم‌گیری در این مورد را به دولت اسدالله علم واگذار کرد. سرانجام حق رای زنان در ایران در ۱۲ اسفند ۱۳۴۱ به رسمیت شناخته شد. در آستانه انقلاب ۱۳۵۷، آیت‌الله خمینی با چرخش نظر خود مشارکت سیاسی و اجتماعی زنان را مطابق قوانین با اسلام تلقی کرد و نه تنها با مشارکت سیاسی زنان مخالفتی نکرد بلکه آن را تقویت و زنان را قهرمانان و طلیعه‌داران این پیروزی معرفی کرد.

## پیشینه
حضور زنان در مجلس سنا با اعطای حق رای به آنان در سال ۱۳۴۱ و انتخابات ۱۳۴۲ مجلس آغاز شد و تا ۴ دوره ادامه یافت. در این چهار دوره جمعاً ۵ زن در ۱۰ کرسی حضور داشتند. از تعداد کل زنان نماینده در چهار دوره مجلس سنا در عصر پهلوی، یک نفر در هر چهار دوره، یک نفر در سه دوره و سه نفر در یک دوره به نمایندگی مجلس سنا دست یافته‌اند.
در دوره چهارم برای نخستین بار ۲ زن، شمس‌الملوک مصاحب و مهرانگیز منوچهریان، به مجلس سنا راه یافتند. این دو در دوره بعد نیز از همین دوره موفق به راهیابی به مجلس شدند. دوره ششم شاهد حضور ۴ زن و از این نظر رکورددار بود؛ این چهار زن شامل منتخبان دوره‌های قبلی به علاوه هاجر تربیت و زهرا نبیل بودند. البته مهرانگیز منوچهریان در سال ۱۳۵۱ از سمت خویش استعفا داد. دوره هفتم، آخرین دوره مجلس، نیز دارای ۲ نماینده زن، شمس‌الملوک مصاحب و شوکت ملک جهانبانی بود. همه این نمایندگان از حوزه انتخابیه تهران بودند.

## نمایندگان

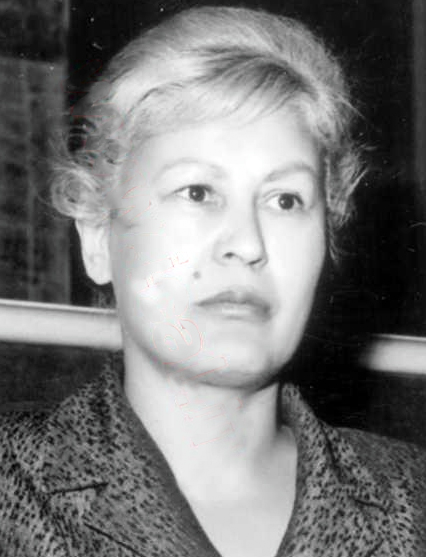
شمس‌الملوک مصاحب، یکی از نخستین زنان سناتور ایران و نماینده چهار دوره این مجلس

در چهار دوره مجلس سنای ایران ۵ زن موفق به کسب ۱۰ کرسی در دوره‌های مختلف شده‌اند که ۴٫۱٪ از مجموع ۲۴۰ کرسی این چهار دوره را می‌سازند. دوره ششم با حضور ۴ زن رکورددار حضور زنان است. شمس‌الملوک مصاحب با حضور در هر چهار دوره، رکورددار حضور در مجلس سناست. شمار نمایندگان زن در هر دوره به شرح زیر است.
| سال         | کرسی‌ها     | +/–     | منبع  |
| ----------- | ---------- | ------- | ----- |
| انقلاب سفید |            |         |       |
| ۱۳۴۲        | ۲ / ۶۰(3%) | —       | [ ۱ ] |
| ۱۳۴۶        | ۲ / ۶۰(3%) | بی‌تغییر | [ ۱ ] |
| ۱۳۵۰        | ۴ / ۶۰(7%) | ۲       | [ ۱ ] |
| ۱۳۵۴        | ۲ / ۶۰(3%) | ۲       | [ ۱ ] |
| انقلاب ۱۳۵۷ |            |         |       |